# エタン
エタン（英: ethane）は、アルカン群に属する炭素数が2の有機化合物である。分子式は C2H6、構造式は CH3-CH3 で、メタンに次ぎ2番目に簡単なアルカンであり、異性体は存在しない。水に溶けにくく、有機溶媒に溶けやすいという性質を持つ。可燃性の気体であり、日本では高圧ガス保安法の可燃性気体に指定されている。

## 歴史
1834年、マイケル・ファラデーによって酢酸カリウム水溶液の電気分解により合成されたのが最初である。しかしこの当時はメタンが合成されたものと考えられていた。1847年から49年にかけ、ヘルマン・コルベとエドワード・フランクランドがファラデーの手法を用いて、また有機ラジカル理論を用いてプロピオニトリルとヨウ化エチルとを金属カリウムで還元することでエタンを合成した。しかしこの時も生成物がエタンだとは考えられていなかった。この間違いは1864年にCarl Schorlemmerによって発見され、エタンの存在が明らかとなった。
エタンという名前はエーテル（ジエチルエーテル）が起源である。

## 化学的性質
一般的なアルカンの性質を持つ。すなわち、酸化剤・還元剤や酸・塩基とはほとんど反応しないが、光の照射による置換反応や燃焼などの反応を起こす。詳細はアルカンの項を参照。

### 燃焼
エタンを完全燃焼させたときの燃焼熱は1561 kJ/molであり、完全燃焼により二酸化炭素と水を発生する。
{\displaystyle {\rm {C_{2}H_{6}+{\frac {7}{2}}O_{2}\longrightarrow 2CO_{2}+3H_{2}O+1561kJ/mol}}}
燃焼は複雑に連続したラジカル反応により起こる。計算化学で反応速度論について計算すると、数百種類の反応経路が考えられるという結果が出た。その中でも重要な連続反応として、エチルラジカルと酸素との結合、それに続く過酸化物の生成、その分解によるエトキシラジカルとヒドロキシルラジカルの生成が挙げられる。
{\displaystyle {\ce {C2H5\bullet +O2->C2H5OO\bullet }}}
{\displaystyle {\ce {C2H5OO\bullet +HR->C2H5OOH{}+\bullet R}}}
{\displaystyle {\ce {C2H5OOH->C2H5O\bullet +\bullet OH}}}
酸素が不足した際には不完全燃焼が起こり、一酸化炭素やホルムアルデヒドが生成する。このような炭素1つを含む物質を生成するためには、エタンのC-C結合を切る必要がある。これにはエトキシラジカルが分解し、メチルラジカルとホルムアルデヒドを生成するという経路が挙げられる。これらの生成物は更なる酸化により別の化合物へと変化することとなる。
{\displaystyle {\ce {C2H5O\bullet ->CH3\bullet +CH2O}}}
不完全燃焼では他にアセトアルデヒド、メタン、メタノール、エタノールなどが少量生成する。600–900℃の高温では、エチレンが主な生成物となる。
{\displaystyle {\ce {C2H5\bullet +O2->C2H4{}+\bullet OOH}}}
同じような反応がエタンからエチレンを製造する際のクラッキング法として利用されている。

## 製造
工業的製法については一般的なアルカンと同様、石油を分留することで得られる。詳細はアルカンの項を参照。
エタンは天然ガス中でメタンの次に多く含まれる成分である。1960年代の始めには、天然ガスから得られたエタンはメタンと分離されることなく使われていたが、この頃は燃料として燃やされる用途が主であった。しかしそれ以降、エタンは重要な石油化学原料となり、天然ガス中から分離される最も重要な成分の一つとなっている。またエタンは石油ガス中からも、製油の際の副生成物として得られる。
エタンとメタンを分離する際には、極低温にした液体を分留するという手法が用いられる。様々な冷却法が存在するが、混合物を急激に膨張させることで温度を下げるという手法が最も効率的であり、天然ガスから90%以上の割合でエタンを得ることができる。この時は冷却ガスをタービンに通すことで膨張させる。このときの温度は約−100℃である。このときガス状のメタンは液体のエタンから取り除かれ、液体となっている他のアルカン類は分留により分離される。
研究室レベルでは、コルベ電解により得られる。具体的には酢酸塩水溶液を電気分解する。アノードでは酢酸が酸化されて二酸化炭素とメチルラジカルを生成する。このメチルラジカル同士が反応してエタンが生成する。
{\displaystyle {\ce {CH3COO^{-}->CH3\bullet +CO2{}+{\mathit {e}}^{-}}}}
{\displaystyle {\ce {CH3\bullet +\bullet CH3->C2H6}}}
似たような方法として、無水酢酸を過酸化物で酸化しても得ることができる。

## 利用
化学工業でエタンが最もよく使われるものとしては、蒸気クラッキングによるエチレンの生成である。アルカンの薄い蒸気を900℃以上の高温に晒すと、分子量の大きいアルカンは分子量が小さいアルカンになり、飽和アルカンがアルケンになる。この反応を利用すると、エタンは選択的にエチレンを生成することができる。そして分子量の大きい炭化水素はプロピレンやブタジエン、芳香族炭化水素などの様々な不飽和炭化水素を生成する。
他にも、エタンは様々な化学物質の原材料として利用される。
エタンの酸化的塩素化によりクロロエチレンを生成する方法は、エチレンの塩素化に比べて本質的に経済的な手法であるように見える。この反応の様々な場面に特許が取られているが、低い反応選択性と腐食性反応であること（塩酸を含む反応溶液を500℃以上に熱するなど）から実際に利用されることはあまりない。現在では、ドイツでINEOS社がエタンからクロロエチレンを生産している。
同じように、サウジアラビアのSABIC社がエタンの酸化により酢酸を生産するプラントをヤンブに建設することを発表した。この酢酸生産手法はサウジアラビア近辺から低価格のエタンを得られるという前提に立ったものであり、世界的に見るとメタノールのカルボニル化反応による生産が経済的に有利であることに変わりはない。
エタンは極低温の冷却材としても用いられる。実験室などの小スケールでは、電子顕微鏡を用いる際に液化エタンが水を多く含む試料のガラス化に使われることがある。

## 安全性
室温では可燃性であり、空気と3%-12.5%の体積比で混合した混合ガスは爆発性である。その上分子量も空気の平均分子量である28.8に近いため、ガス漏れした場合簡単に拡散して混合ガスを形成しやすい。